# 博雅生物
博雅生物（深交所：300294），全称江西博雅生物制药股份有限公司，成立于1993年，位于江西省抚州市高新技术产业园区，是一家主营业务为血液制品及其它相关医药产品的生产、研发与销售的公司。

## 历史
1993年，博雅生物成立，原名江西博雅生物制药有限公司，其长期从事血液制品及人血白蛋白研发生产。2000年11月30日，公司整体变更发起设立的股份有限公司，然而公司在谋求上市的道路却一直受阻，并一度计划在2007年出售公司。2007年10月，高特佳集团在听到消息后，与博雅生物接触，并于同年12月，合约正式签订，高特佳以1.02亿元人民币的价格收购博雅生物85%股权，成为第一大股东，这也是高特佳首次以投资公司的角色控股一家公司。收购完成之后，高特佳集团董事长蔡达建兼任了博雅生物董事长约半年，并派驻了一个财务总监去博雅生物。
然而博雅却突遭风暴。2008年5月22日至28日期间，南昌大学第二附属医院有6名病人因先后使用了博雅生物生产的静注人免疫球蛋白后死亡。该事件震动全国，5月29日，国家食品药品监督管理局以国食药监电[2008]24号文下发“关于暂停标示为江西博雅生物制药有限公司生产的静脉注射人免疫球蛋白销售使用的紧急通知”，决定暂停标示为江西博雅生物制药有限公司生产的所有批号静脉注射人免疫球蛋白的销售和使用，问题批号产品由企业尽快召回，并立即通知辖区内有关药品经营和使用单位。与此同时，高特佳集团股东向高管施压，希望将博雅卖出，但高特佳与博雅高层仍然坚持原先意见，进行试验检查。事后证明该死亡事件并非博雅产品质量问题，同年12月，博雅就接到江西药监局的批文可以重新开始生产。尽管遭遇重大事故，2008年仍有超过1000万的利润，业绩增长60%。随后到2009年有约2600万，2010年达到4000万，2011年接近6000万元人民币。
与此同时，2011年博雅生物申报上市，2012年3月8日，公司股票在深圳证券交易所正式挂牌，成功登陆中国创业板。博雅生物股东控股股东为高特佳集团，而高特佳本身由若干企业组成，所以博雅生物并无控股股东和实际控制人。2013年、2014年连续两年被福布斯中文版评为全国最具发展潜力上市企业100强，并荣登“2014中国上市公司创业板50强”榜单，是江西省唯一一家上榜企业。博雅生物以血浆业务为主导，同时通过其大股东高特佳集团进行重组及兼并，进入化药和生物医药领域。博雅生物旗下有八家单釆血浆公司，一家研发科技公司，四家制药公司。

## 产品
- 凝血因子类：人纤维蛋白原
- 球蛋白类：人免疫球蛋白、冻干静注人免疫球蛋白(pH4)、乙型肝炎人免疫球蛋白、狂犬病人免疫球蛋白、静注人免疫球蛋白(pH4)
- 白蛋白：人血白蛋白